# Barnas
Barnas è un comune francese di 206 abitanti situato nel dipartimento dell'Ardèche della regione dell'Alvernia-Rodano-Alpi.

## Storia

### Simboli
Non esiste uno stemma ufficiale del comune. Dagli anni '80 del secolo scorso era stato adottato in modo informale un emblema (trinciato: il 1º, al ramo fogliato posto in palo e addestrato da tre mele; il 2º al monte di due cime movente dalla campagna caricata di una gemella ondata, al capo ondato; alla banda, caricata di sei bisanti (o torte), attraversante sulla trinciatura) creato su richiesta del sindaco dell'epoca, ma dal 2001, non è stato più utilizzato poiché si trattava di uno stemma non regolarmente approvato.

## Società

### Evoluzione demografica
Abitanti censiti